# Верона Вок (Флорида)
Верона Вок (енгл. Verona Walk) насељено је место без административног статуса у америчкој савезној држави Флорида.

## Демографија
По попису из 2010. године број становника је 1.782.
| Група             | 2000.    | 2010.         |
| Белци             | 0 (0,0%) | 1.588 (89,1%) |
| Афроамериканци    | 0 (0,0%) | 21 (1,2%)     |
| Азијати           | 0 (0,0%) | 15 (0,8%)     |
| Хиспаноамериканци | 0 (0,0%) | 146 (8,2%)    |
| Укупно            | 0        | 1.782         |